# Melsjön (Tveta socken, Småland)
Melsjön är en sjö i Hultsfreds kommun i Småland och ingår i Emåns huvudavrinningsområde.